# Zakrze
Zakrze (in tedesco: Sackisch, in ceco: Žakš) è una frazione di Kudowa-Zdrój (Bad Kudowa), città polacca del distretto di Kłodzko nel voivodato della Bassa Slesia, in Polonia.
Nel 1944-1945 in questa località esisteva un campo di lavoro nazista sotto-campo del campo di concentramento tedesco di Gross-Rosen (ora Rogoznica in Polonia) , che utilizzava per l'industria bellica nazista i prigionieri militari italiani, russi, francesi, olandesi oltre a un gruppo numeroso di prigioniere ebree provenienti dai vari ghetti in Europa e principalmente da Auschwitz.
Il campo di lavoro, che distava circa 3 chilometri dalla fabbrica ove erano costretti a lavorare tutti i prigionieri, era presidiato dalle SS tedesche. Le ragazze ebree erano sorvegliate da una decina di donne guardiane naziste delle SS e le loro baracche recintate con il filo spinato all'interno del Frauen Arbeits Lager (F.A.L.) di Sackisch Kudowa.
La fabbrica, una ex industria tessile polacca (Christian Dierig) requisita dal Terzo Reich, in cui erano impiegati i prigionieri di tutte le nazionalità e alcuni operai civili polacchi, cecoslovacchi e tedeschi, si chiamava V.D.M. (Vereinigte Deutsche Metallwerke) - Luftfahrtwerke A.G., e produceva pezzi meccanici per l'aviazione tedesca (aerei da caccia Messerschmitt).
Tra i prigionieri italiani è conosciuta la storia di Luigi Baldan, un marinaio motorista della Regia Marina Militare, ex Internato Militare Italiano, che oltre a sabotare la produzione bellica nazista, segretamente si prodigò per aiutare e sostenere le giovani ragazze ebree prigioniere. Luigi Baldan ha scritto un libro di memorie "Lotta per sopravvivere - La mia Resistenza non armata contro il Nazifascismo" che testimonia molti particolari della vita di questo campo.
Sono numerose inoltre le testimonianze di ex prigioniere ebree che raccontano la dura vita e le violenze subite in quel luogo da parte delle guardiane naziste. Molte di queste morirono per malattie infettive, percosse e stenti.
Il campo di lavoro nazista di Sackisch Bad Kudowa venne liberato l'8 maggio 1945 poco prima dell'arrivo delle truppe dell'Armata Russa. Le ragazze ebree vennero infatti scortate dalle donne guardiane SS tedesche fino alla citta vicina di Nachod in Cecoslovacchia e liberate.
Il campo di lavoro ora non esiste più, al suo posto sono state costruite delle abitazioni, un piccolo campeggio e un campo da calcio.
La vecchia fabbrica ove lavoravano tutti i prigionieri è ancora esistente, di altra proprietà e adibita a diverse funzioni.
Dopo la Seconda Guerra Mondiale la denominazione tedesca della località di Sackisch è stata cambiata in quella polacca di Zakrze.